# Sắc lệnh 13769

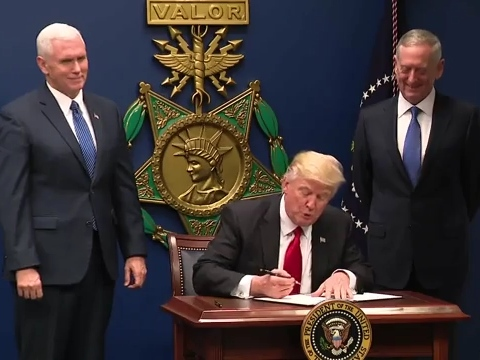
Tổng thống Hoa Kỳ Donald Trump ký sắc lệnh tại Lầu Năm Góc, bên cạnh phó Tổng thống Mike Pence (trái) và Bộ trưởng Bộ quốc phòng James Mattis (phải).

Vị trí 7 quốc gia bị cấm nhập cảnh.

Sắc lệnh 13769 hay Sắc lệnh bảo vệ quốc gia khỏi nhập cư của khủng bố nước ngoài vào Hoa Kỳ, còn được gọi là "Muslim ban" (cấm Hồi giáo), là một sắc lệnh do Tổng thống Mỹ Donald Trump ký vào ngày 27 tháng 1 năm 2017. Sắc lệnh hạn chế cả việc đi lại và cư trú của người từ một số quốc gia ở Trung Đông và châu Phi. Sắc lệnh này, một phần của các cam kết liên quan đến di trú trong chiến dịch tranh cử tổng thống của Trump, thiết lập một số quy định về nhập cảnh vào Hoa Kỳ, trên cơ sở rằng chính phủ đã không thể ngăn chặn tất cả các cuộc tấn công của các công dân nước ngoài được nhận vào Hoa Kỳ.
Các quy định nổi bật nhất của sắc lệnh là quy định về việc đình chỉ việc nhập cảnh của công dân nước ngoài từ một số quốc gia nhất định vào Hoa Kỳ. Cụ thể, lệnh đình chỉ chương trình Tiếp nhận người tị nạn Hoa Kỳ (USRAP) trong 120 ngày, sau đó chương trình sẽ tiếp tục có điều kiện cho từng nước riêng rẽ trong khi ưu tiên người tị nạn của các tôn giáo thiểu số. Lệnh cũng ngưng vô thời hạn đình chỉ việc nhập cảnh của những người tị nạn chạy trốn khỏi ISIS và cuộc nội chiến ở Syria. Hơn nữa, lệnh này đình chỉ nhập cảnh bất kể thị thực phi ngoại giao còn hiệu lực, mà có tất cả đều bị thu hồi, đối với công dân nước ngoài từ bảy quốc gia trong 90 ngày, sau đó danh sách các quốc gia sẽ được cập nhật. Bảy nước ban đầu là Iraq, Iran, Libya, Somalia, Sudan, Syria và Yemen, vốn đã bị ảnh hưởng trước đây bởi một hành động của Quốc hội trong chính quyền Obama. Lệnh này cho phép ngoại lệ đối với các hệ thống treo trên từng trường hợp cụ thể. Căn cứ vào số lượng cho phép này, Bộ An ninh Nội địa Hoa Kỳ miễn thường trú nhân hợp pháp (người có thẻ xanh), trích dẫn các quy định lợi ích quốc gia trong lệnh thi hành.

## Hậu quả
Sắc lệnh này đã có những tác động trước mắt và lâu dài khác. Ngay sau khi ban hành lệnh này, hàng chục du khách bị tạm giữ trong nhiều giờ mà không được tiếp xúc với gia đình, bạn bè, hoặc trợ giúp pháp lý. Theo The Washington Post, đình chỉ đi lại có thể gây ảnh hưởng đến khoảng 90.000 người, những người có thị thực nhập cư và không di dân cấp cho người từ bảy quốc gia bị ảnh hưởng trong năm tài chính 2015. Ngày 03 tháng 2, Bộ Tư pháp Hoa Kỳ nói rằng ít nhất 100.000 thị thực đã bị thu hồi trong tuần đầu tiên theo lệnh này, để đáp ứng với một câu thẩm vấn của một thẩm phán tại tòa án. Trong cùng ngày, Bộ Ngoại giao Hoa Kỳ đưa ra con số "ít hơn 60.000 người".

## Tranh cãi với ngành Tư pháp
Sắc lệnh đã gây ra các ý kiến tranh cãi. Đã có một số đơn kiện đệ trình lên tòa án, cho rằng sắc lệnh vi phạm Hiến pháp Hoa Kỳ, nhiều đạo luật liên bang, và nghĩa vụ hiệp ước của Hoa Kỳ. Để phản ứng lại, một số tòa án liên bang đã ban hành lệnh khẩn cấp ngăn chặn bắt giữ và trục xuất tạm treo các phán quyết chính thức. Một lệnh cấm bảy ngày do một tòa án ở Boston, cho phép người nhập cư hợp pháp từ bảy quốc gia bị cấm được thông báo rằng họ có thể vào Hoa Kỳ qua sân bay quốc tế Logan, được thiết lập để hết hạn vào ngày 05 tháng 2 năm 2017. Sau phán quyết của tòa Boston, Bộ An ninh Nội địa Mỹ cho biết sẽ tiếp tục thực thi tất cả các sắc lệnh và "những trường hợp cấm đi lại vẫn bị cấm." Các nguyên đơn trong một phán quyết của tòa án ở Virginia nói rằng chính phủ khinh thường tòa án và bất tuân lệnh tòa. Ở trong nước, sắc lệnh cũng nhận những lời chỉ trích từ các thành viên đảng Dân chủ và đảng Cộng hòa trong Quốc hội và các trường đại học của Mỹ, các nhà lãnh đạo kinh doanh, các giám mục Công giáo, và các tổ chức của người Do Thái. Khoảng 1.000 nhà ngoại giao Hoa Kỳ đã ký một bức điện phản đối chống lại sắc lệnh này, thiết lập một kỷ lục. Dư luận đã bị chia rẽ về chủ đề này, với các cuộc thăm dò quốc gia ban đầu mang lại kết quả không phù hợp. Các cuộc biểu tình chống lại sắc lệnh nổ ra ở một số sân bay và các thành phố của Hoa Kỳ.
Ngày 3/2, Thẩm phán liên bang ở Seattle (bang Washington) ra phán quyết hiệu lực toàn quốc về chặn tạm thời lệnh cấm nhập cư của Tổng thống Trump với người dân 7 nước Hồi giáo. Ngay sau đó, Bộ An ninh Nội địa thông báo cơ quan này đã tạm dừng mọi hoạt động thực thi sắc lệnh này. Bộ Ngoại giao Mỹ cũng thông báo đã "chấp nhận trở lại" hơn 60.000 visa vốn "tạm thời bị thu hồi" do lệnh cấm nhập cảnh áp đặt với công dân 7 nước. Ngày 4-2, Bộ Tư pháp đã đệ đơn kháng cáo phán quyết của ông Robart lên Tòa phúc thẩm liên bang Mỹ khu vực 9, song tòa bác bỏ lời đề nghị của Bộ Tư pháp về việc tiếp tục thực hiện lệnh cấm người dân 7 nước Hồi giáo nhập cảnh vào Mỹ, đồng thời cho Bộ Tư pháp Mỹ hạn chót là ngày 6-2 để đưa ra câu trả lời cho quyết định này.
Ngày 6/2, Bộ Tư pháp Mỹ đệ trình lên Tòa phúc thẩm liên bang Mỹ một bản báo cáo 15 trang nêu rằng sắc lệnh về di trú mà ông Donald Trump ký hôm 27/1 là "việc thực thi quyền của tổng thống một cách đúng luật" và không phải là lệnh cấm nhằm vào cộng đồng Hồi giáo. Theo kế hoạch, Tòa phúc thẩm Liên bang khu vực 9 tại San Francisco sẽ mở phiên tranh luận vào chiều 7/2 để quyết định về việc có khôi phục lệnh hạn chế nhập cảnh của ông Trump hay không. Phiên tranh luận dự kiến kéo dài vài giờ với sự tham gia của các luật sư đại diện 2 bang Minnesota và Washington, những bang đệ đơn kiện sắc lệnh "vi hiến", cùng luật sư của Bộ Tư pháp. Sáng 10/2 (giờ Hà Nội) Toà Phúc thẩm Khu vực Tư pháp thứ 9 vừa ra phán quyết về việc giữ nguyên kết quả mà toà án liên bang ở Seattle đã đưa ra hồi tuần trước. Theo đó, Các thẩm phán không khôi phục sắc lệnh cấm nhập cư theo đề nghị của chính quyền Tổng thống Trump. Do đó, người dân từ 7 nước Hồi giáo có điều kiện nhập cảnh hợp pháp sẽ được tiếp tục đi vào Mỹ.